# Okolicznik celu
Okolicznik celu – część zdania - rodzaj okolicznika, wskazującego cel, w jakim wykonywana jest określona czynność. Odpowiada na pytania: "na co", "po co", "w jakim celu"
.

## Konstrukcje tworzące okolicznik celu
Konstrukcje tworzące okolicznik celu to:
- do + dopełniacz (z nazwą stanu lub czynności) np. Zawiozę garnitur do suszenia.
- dla + dopełniacz np. Marian walczył wyłącznie dla potęgi.
- ku + celownik np. Henryk Sienkiewicz pisał ku pokrzepieniu serc.
- po + biernik (w znaczeniu "aby coś dostać, zabrać") np. Idzie Sławomira po mleko.
- na + biernik (w znaczeniu "aby w czymś uczestniczyć", można tę konstrukcję interpretować jako okolicznik allatywny miejsca) np. Jedziemy na urlop !
- za + narzędnik (konstrukcja uważana za niepoprawną) np. Wielu Polaków chodzi za pracą.
- z + narzędnik np. Chętnie przychodzę do pani z pomocą.
- czasownik ruchu + bezokolicznik (bezokolicznik przypomina orzeczenie zdania podrzędnego celu) np. Przyjechałem jeść.
- czasownik ruchu + aby (by, żeby, iżby, ażeby) + bezokolicznik (konstrukcja poprawna jedynie, gdy w zdaniu użyto już innych okoliczników w innym znaczeniu) np. Pójdę tam, by zobaczyć, czy Maria skończyła.

Konstrukcja tworząca okolicznik celu z mianownikiem, miejscownikiem lub wołaczem jest niemożliwa.

## Zdanie podrzędnie złożone okolicznikowe celu
Zdaniem podrzędnie złożonym okolicznikowym celu takim nazywamy zdanie, w którym okolicznik celu zdania nadrzędnego został zastąpiony przez zdanie podrzędne (celowe). Zdanie podrzędne mówi o celu wykonania określonej czynności wyrażonej w zdaniu nadrzędnym. Pytanie stawiane przez zdanie nadrzędne zdaniu podrzędnemu w tym rodzaju zdania to "po co", "na co", "w jakim celu".
Charakterystycznymi wskaźnikami zespolenia zdania celowego są:
- żeby np. Zrobiłam zadanie domowe, żeby nie otrzymać jedynki.
- aby np. Wyłączyłem sam radio, aby nie trzeba było błagać matki o pomoc.
- by np. Wojciech potrzebuje kawy, by nie zasnąć.
- iżby np. Zrobię to, iżby nie było problemów.
- ażeby np. Ażeby czuć się doskonałym, złamałem ten zapis.

Jeżeli podmiot w zdaniu podrzędnym i nadrzędnym jest identyczny, to orzeczenie może być określone w zdaniu celowym bezokolicznikiem (mogą wtedy wystąpić także wskaźniki zespolenia "byle" i "byle tylko") lub formą osobową. W przypadku niezgodności podmiotów stosuje się wyłącznie formę osobową. Bezokolicznik może być także zastosowany w zdaniu celowym, gdy zdanie jest bezpodmiotowe np.
- Poszedłem do lasu, żeby nazbierać jagód. (podmioty identyczne, forma bezokolicznikowa)
- Biegłem co sił, byle zdążyć przed deszczem do domu. (podmioty identyczne, forma bezokolicznikowa ze spójnikiem "byle")
- Nie zapomnij nastawić budzika, żebyś nie zaspał w nocy. (podmioty identyczne, forma osobowa)
- Posłałem córkę do ciotki, żeby zrobiła ciasto. (podmioty różne, forma osobowa)
- Trzeba mieć cierpliwość, żeby wychowywać dziecko. (zdanie bezpodmiotowe, forma bezokolicznikowa).

Spójnik oddzielający zdanie podrzędne od nadrzędnego możemy opuścić po czasownikach ruchu (wtedy zdanie traktowane jest zazwyczaj jako pojedyncze):
- Przyszliśmy, żeby pograć w tenisa. → Przyszliśmy pograć w tenisa.
- Czy przyjechaliście, żeby się z nami kłócić ? → Czy przyjechaliście się z nami kłócić ?

### Przykłady zdań
- Postanowiłem bardziej oszczędzać (zdanie nadrzędne 1 stawia pytanie "po co"), aby mieć pieniądze na wyjazd.

- Żeby się trochę opalić (zdanie nadrzędne 2 stawia pytanie "w jakim celu"), dziewczyny pojechały nad morze.